# カッラレーゼ・カルチョ1908
カッラレーゼ・カルチョ1908（Carrarese Calcio 1908 S.r.l.）は、イタリアのトスカーナ州カッラーラを本拠地とするサッカークラブである。2024-25シーズンはセリエBに所属している。地元カッラーラ出身のGKジャンルイジ・ブッフォンが株主を務めている。

## 歴史
1908年にSPカッラレーゼ（Società Polisportiva Carrarese）として創立。USカッラレーゼ（Unione Sportiva Carrarese）を経て、現在の名称となる。
1946-47、1947-48シーズンにセリエBに所属したが、以降は下部リーグでの戦いが続く。
2010年、財政難でチームがアマチュア降格危機に陥った際、地元カッラーラ出身のジャンルイジ・ブッフォンが大株主となってチームを救った。翌2010-11シーズン、セリエA経験もあるリカルド・ザンパーニャ、ルカ・ヴィジャーニらを補強したチームは、レガ・プロ・セコンダ・ディヴィジオーネ・ジローネBで2位に入り、プレーオフを経てプリマ・ディヴィジオーネ昇格を決めた。
2021年4月11日、元イタリア代表のアントニオ・ディ・ナターレが監督に就任した。

## タイトル

### 国内タイトル
- コッパ・イタリア・セリエC：1回
  - 1982-83

### 国際タイトル
なし

## 過去の成績
| シーズン | ディビジョン         | ディビジョン | ディビジョン | ディビジョン | ディビジョン | ディビジョン | ディビジョン | ディビジョン | ディビジョン | コッパ・イタリア |
| シーズン | リーグ               | 試           | 勝           | 分           | 敗           | 得           | 失           | 勝ち点       | 順位         | コッパ・イタリア |
| -------- | -------------------- | ------------ | ------------ | ------------ | ------------ | ------------ | ------------ | ------------ | ------------ | ---------------- |
| 2015-16  | レガプロ ・ジローネB | 34           | 13           | 12           | 9            | 49           | 37           | 51           | 5位          | —                |
| 2016-17  | レガプロ ・ジローネA | 38           | 10           | 9            | 19           | 44           | 54           | 39           | 16位         | 1回戦敗退        |
| 2017-18  | セリエC ・ジローネA  | 36           | 15           | 10           | 11           | 57           | 47           | 55           | 7位          | —                |
| 2018-19  | セリエC ・ジローネA  | 37           | 19           | 5            | 13           | 65           | 46           | 62           | 7位          | 1回戦敗退        |
| 2019-20  | セリエC ・ジローネA  | 27           | 12           | 9            | 6            | 47           | 36           | 45           | 2位          | 2回戦敗退        |
| 2020-21  | セリエC ・ジローネA  | 38           | 11           | 11           | 16           | 34           | 40           | 44           | 16位         | 2回戦敗退        |
| 2021-22  | セリエC ・ジローネB  | 38           | 10           | 15           | 13           | 39           | 55           | 45           | 10位         | —                |
| 2022-23  | セリエC ・ジローネB  |              |              |              |              |              |              |              | 位           |                  |

## 歴代監督
- マルチェロ・リッピ 1988-1989
- ルイジ・シモーニ 1990-1992
- シルヴィオ・バルディーニ 1995-1997、2017-2021
- アントニオ・ディ・ナターレ 2021-2022

## 歴代所属選手
- シモーネ・ヴェルガッソーラ 1992-1996
- セルジオ・ヴォルピ 1994-1995
- アルベリゴ・エヴァーニ 1997-1998
- リカルド・ザンパーニャ 2010
- ルカ・ヴィジャーニ 2010-2011
- フランチェスコ・タヴァーノ 2017-2020
- マッシモ・マッカローネ 2018-2020